# Długokąty Małe
Długokąty Małe – część wsi Długokąty w Polsce, położona w województwie mazowieckim, w powiecie żyrardowskim, w gminie Puszcza Mariańska.
Sołectwo  Małe Długokąty obejmuje częściowo Długokąty (nr 42-83) oraz Budy Zaklasztorne (nr 84-88)
W latach 1975–1998 Długo Kąty Małe należały administracyjnie do województwa skierniewickiego.